# Parafia Jezusa Chrystusa Dobrego Pasterza w Wierzchowisku
Parafia Jezusa Chrystusa Dobrego Pasterza w Wierzchowisku – parafia rzymskokatolicka z siedzibą w Wierzchowisku, znajdująca się w archidiecezji częstochowskiej, w dekanacie Mykanów, erygowana w 1997 roku.